# تفاح أريجي
تفاح أريجي (الاسم العلمي:Malus fragrans) هو نوع غير مؤكد من النباتات يتبع جنس التفاح من الفصيلة الوردية.